# Arrats de devant
De Arrats de devant (kleine Arrats) is een Zuid-Franse rivier.

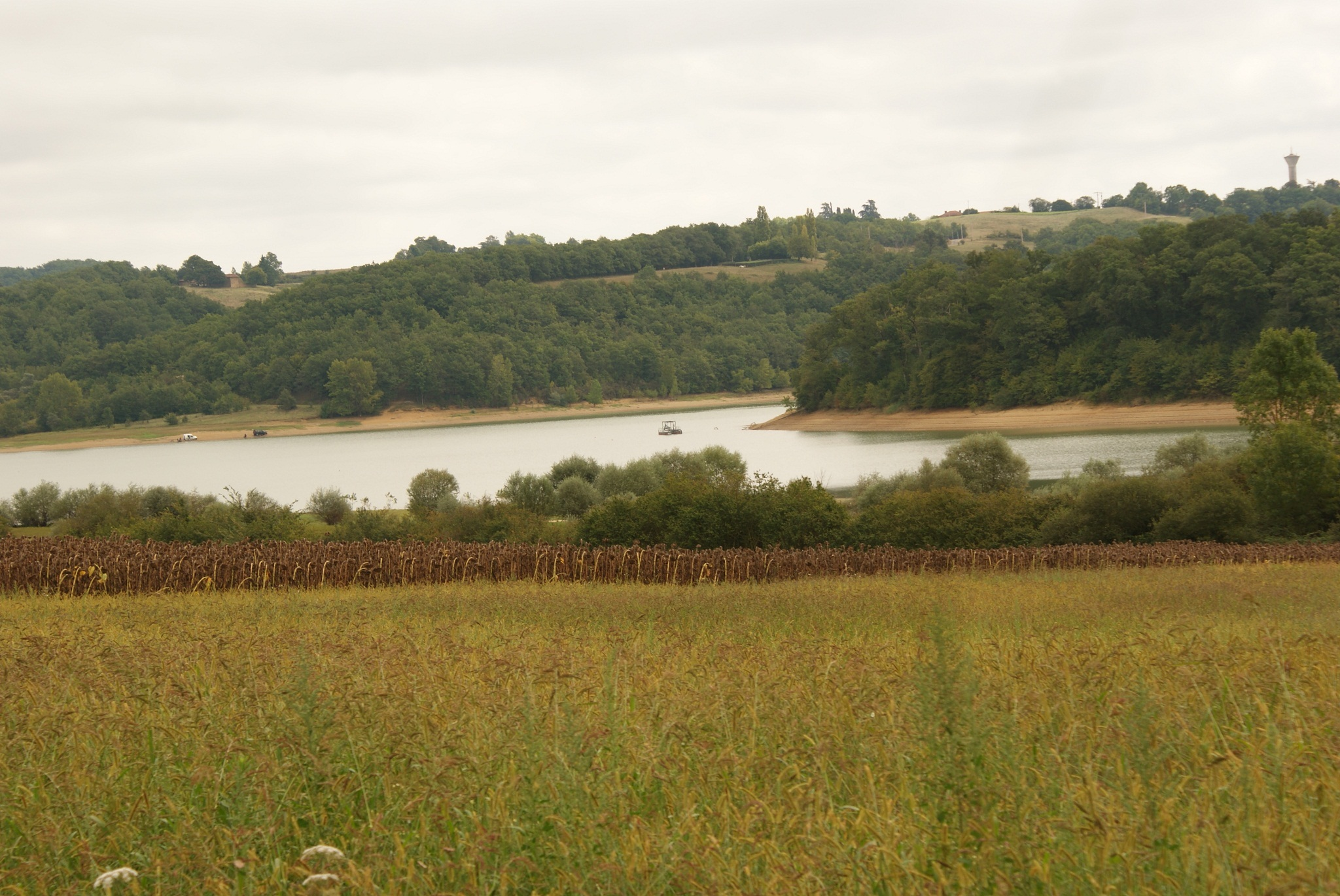
De Arrats de devant mondt uit in het Réservoir de l'Astarac (op foto rechtsboven)

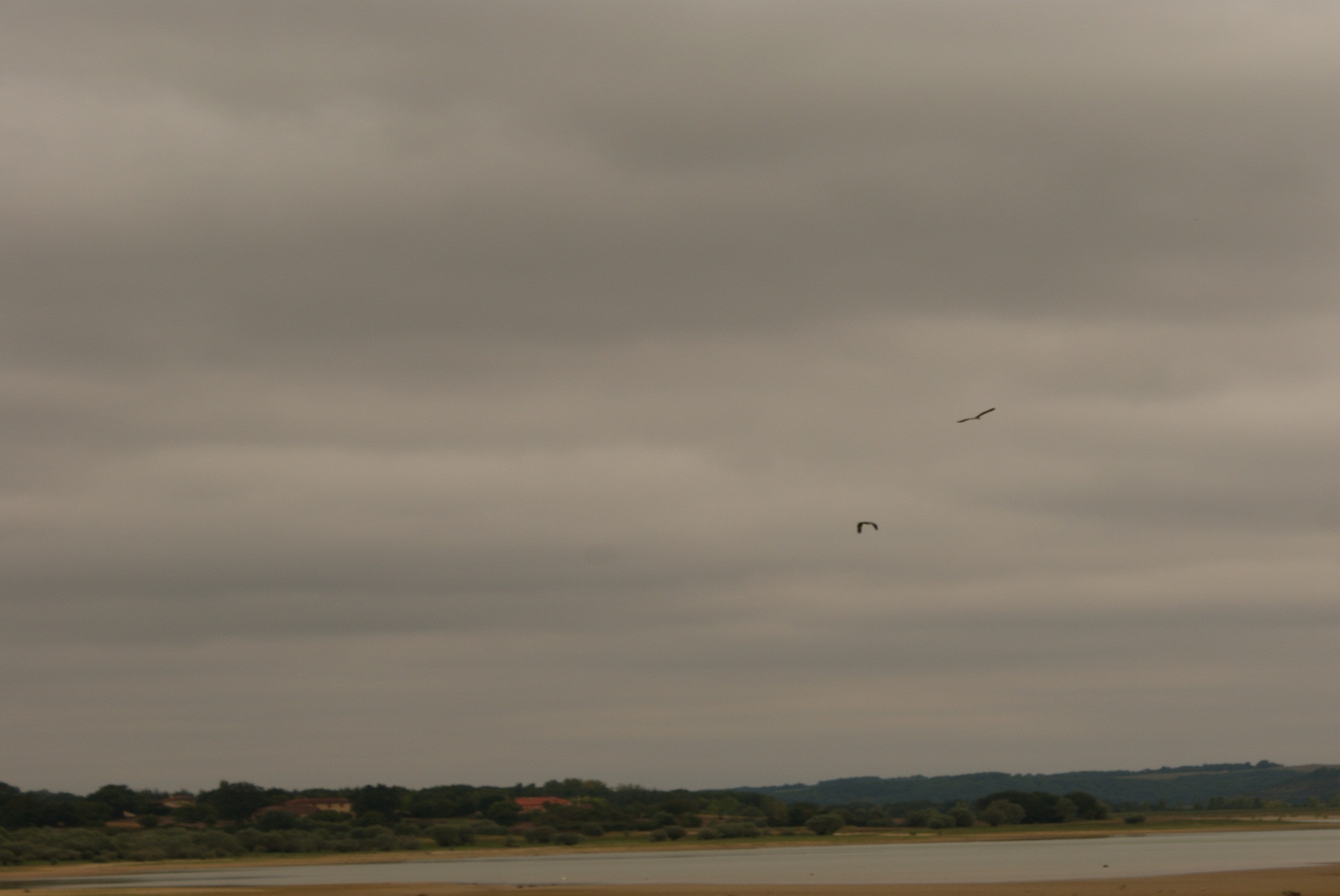
Het Réservoir de l'Astarac

## Bron en loop
Het riviertje de Arrats de devant heeft een lengte van 14,1 km. Het ontspringt bij Betbèze in het departement Hautes-Pyrénées. In de gemeente Bézues-Bajon, departement Gers, stroomt het in het stuwmeer Réservoir de l'Astarac en vloeit zo samen met de Arrats.

## Gemeenten
Hieronder een lijst van de gemeenten die door de Arrats de devant worden aangedaan en de wegen die het riviertje kruisen.
| - Betbèze - Sariac-Magnoac - Thermes-Magnoac - Casterets | - Mont-d'Astarac - Manent-Montané - Lalanne-Arqué - kruist de D128 | - kruist de D228 - Saint-Blancard - Cabas-Loumassès | - kruist de D139 - Aussos - Bézues-Bajon |  |

## Zijrivieren van de Arrats de devant
De Arrats de devant heeft vier zijriviertjes:
| - Métairie du bois 1.4 km - Briquet 1.4 km - Gouttillets 1.3 km - Nax 1.5 km |